# Saint-Genest-de-Beauzon

Saint-Genest-de-Beauzon este o comună în departamentul Ardèche din sud-estul Franței. În 1 ianuarie 2022 avea o populație de 335 de locuitori.